# Honda Freed
Der Honda Freed ist ein Van, den der japanische Autohersteller Honda seit 2008 in Sayama produziert. Der Freed, der auf der Plattform des Honda Jazz basiert, ist das Nachfolgemodell des Honda Mobilio Spike. 

## 1. Generation (2008–2016)

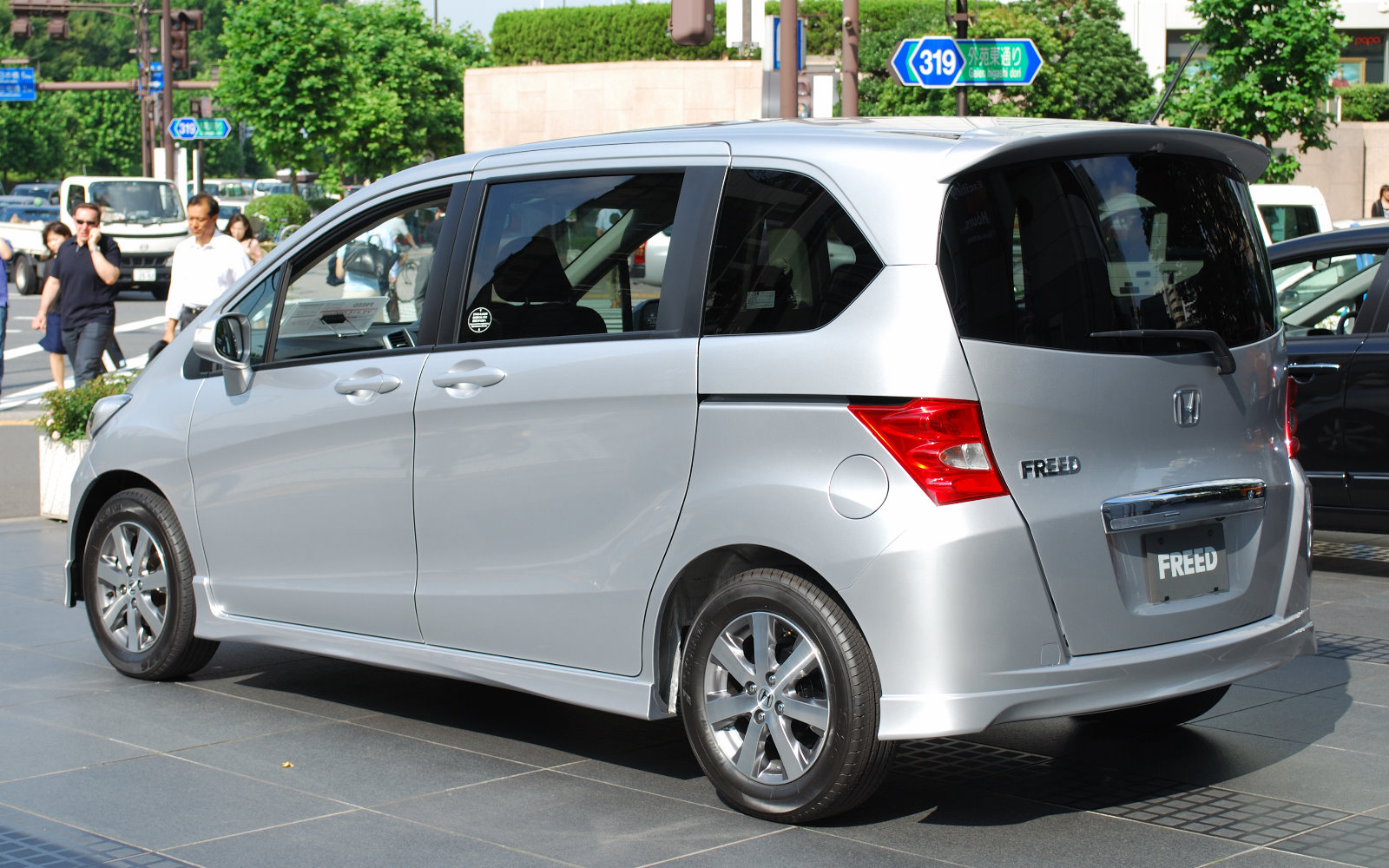
Heckansicht

Die erste Generation wird in drei verschiedenen Versionen angeboten: Einer siebensitzigen Version mit Einzelsitzen in der zweiten Reihe, einer achtsitzigen Version und in einer Variante mit fünf Sitzen. Zudem werden verschiedene behindertengerechte Versionen offeriert.
Der Freed hat einen 1,5-Liter-Motor mit 118 PS, der mit leicht geänderter Leistungscharakteristik auch im Honda Jazz eingesetzt wird.
Nachdem das Modell zunächst nur in Japan erhältlich war, erschien es im März 2009 auch in Indonesien. Am dortigen Produktionsstandort in Karawang entsteht der Freed mit 20 mm mehr Bodenfreiheit als in Japan. Diese Variante wird auch nach Thailand, Singapur und Malaysia exportiert.
Seit Januar 2011 werden in Japan gefertigte Freeds auch nach Hongkong verkauft, wo anders als in den anderen Exportmärkten auch die siebensitzige Version erhältlich ist.
Im Jahr 2010 belegte der Honda Freed Platz fünf in der japanischen Zulassungsstatistik, 2011 lag das Modell auf dem sechsten Platz.

## 2. Generation (2016–2024)

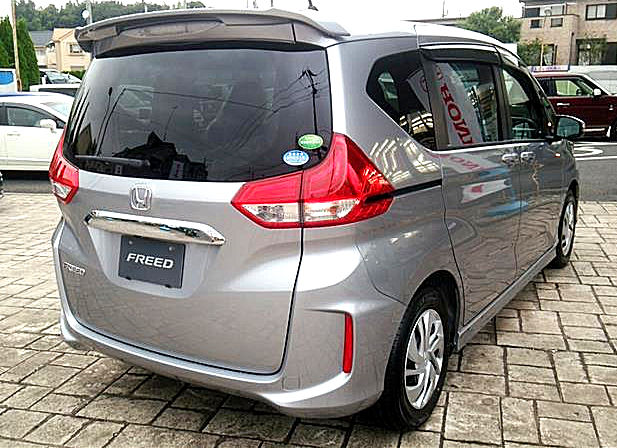
Heckansicht

Die zweite Generation des Freed wurde im Juni 2016 vorgestellt und wurde in Japan ab dem 16. September 2016 verkauft. Angetrieben wird der Van entweder von einem 96 kW (131 PS) starken 1,5-Liter-Ottomotor oder einem Hybridantrieb. Für beide Varianten war optional Allradantrieb verfügbar. Auf der Tokyo Motor Show im Oktober 2019 präsentierte Honda eine überarbeitete Variante des Freed.

## 3. Generation (seit 2024)

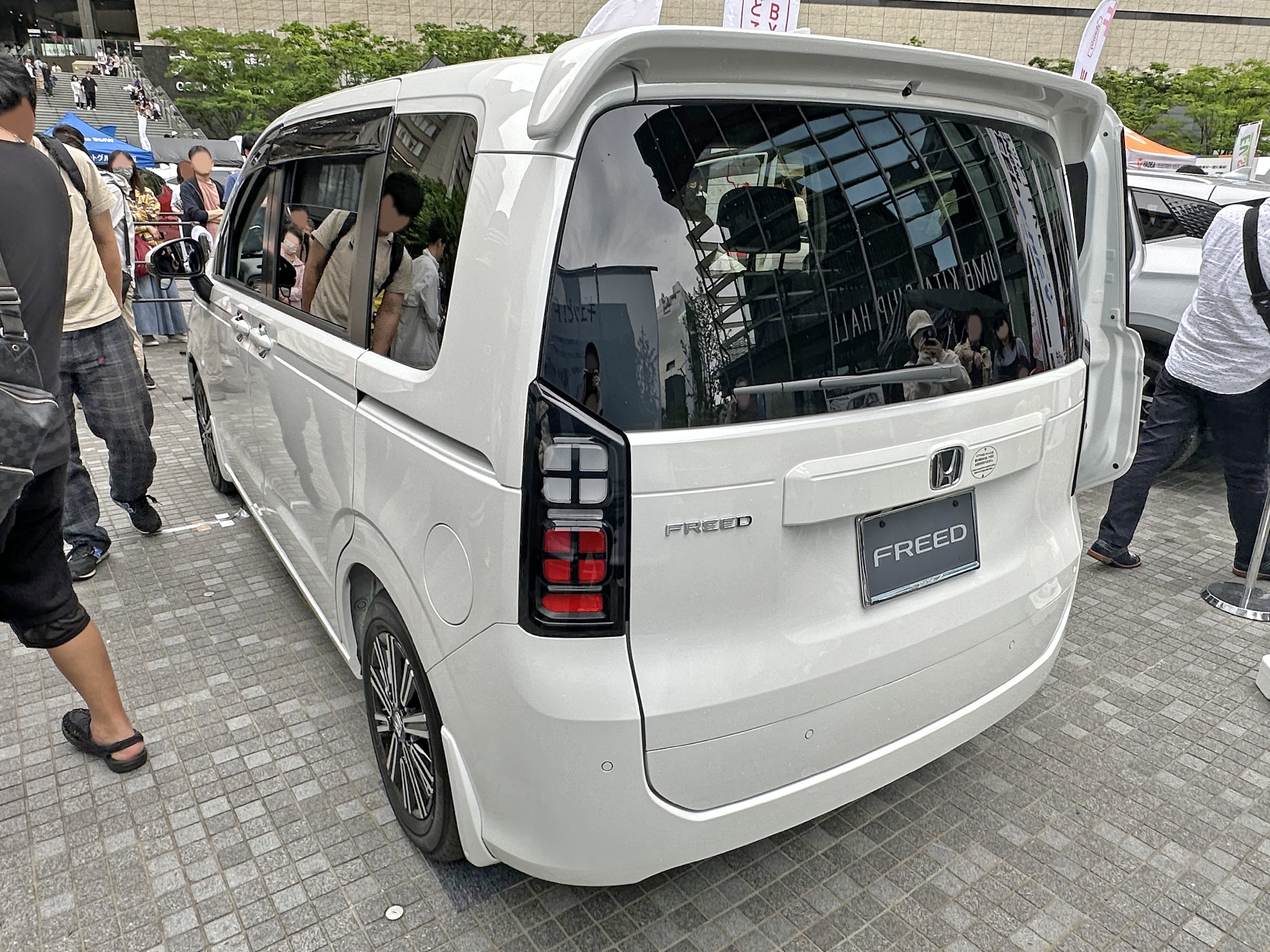
Heckansicht

Die dritte Generation der Baureihe wurde im Mai 2024 präsentiert. Im darauffolgenden Monat kam sie auf dem japanischen Markt in den Handel. Es gibt für den Van entweder einen 87 kW (118 PS) starken 1,5-Liter-Ottomotor oder einen Hybridantrieb. Erneut ist eine Allradversion optional erhältlich.